# Kazım Dülger
Kazım Dülger (* 31. Juli 1990 in Schiltigheim) ist ein französisch-türkischer Fußballspieler.

## Karriere
Dülger begann seine Profikarriere bei Gençlerbirliği Ankara in der Saison 2009/10, als er im Alter von 19 Jahren dort einen Fünfjahresvertrag unterschrieb. Jedoch kam er nur in der Reservemannschaft (Gençlerbirliği Ankara A2) zum Einsatz.
Zur Saison 2010/11 wurde er von dem damaligen Drittligisten Alanyaspor verpflichtet. Sein Debüt in der TFF 2. Lig gab er am 5. September 2010 im Heimspiel gegen Çorumspor. Diesen Klub verließ er zum Sommer 2015.